# Лифляндское общеполезное и экономическое общество
Лифляндское общеполезное и экономическое общество (нем. Livländische Gemeinnützige und Ökonomische Sozietät) — старейшее научное общество в Прибалтике.

## История
Было основано в Риге 18 октября 1792 года с целью отстаивания общественных и хозяйственно-торговых интересов прибалтийских территорий Российской империи.
Первое заседание состоялось только 10 января 1796 года. В 1813 году общество было перенесено в Дерпт. С 1855 по 1917 год имело наименование Императорского.
Издавало журналы Livländische Jahrbücher der Landwirthschaft (1825–1863) и Baltische Wochenschrift (1863–1915). Многие члены общества были почётными членами, созданного в 1853 году  Эстонского общества естествоиспытателей.
Основателем общества Бланкенхагеном было определено три типа членов из дворянского сословия: действительные, почётные и член-корреспонденты. Действительных членов (ordentliche Mitglieder) в 1792−1918 годах было избрано 115 человек; но, одновременно, их должно было быть 13, из числа которых избирались президент и казначей; один из членов должен был принадлежать к роду Бланкенхаген. Также избирался непременный секретарь, которому помогал архивариус — оба получали от общества жалованье. Самыми многочисленными членами общества были почётные члены (Ehrenmitglieder), которых было почти втрое больше, чем действительных членов: в 1796−1915 годах всего было избрано 316. Отдельную категорию составляли члены-корреспонденты (correspondirenden Mitglieder), которых было очень мало.
В период с 1917 по 1940 годы общество вело очень незначительную деятельность и 30 октября 1940 года было закрыто.

## Президенты общества
- 10.01.1796—12.09.1796 : Леонард Иоганн фон Будберг[эст.] (1727−1796)
- 06.11.1796—05.01.1809 : Фридрих Рейнгольд фон Берг[нем.] (1736−1809)
- 26.06.1809 — 1828 : Рейнгольд Вильгельм Липгарт[эст.] (1750—1829), дед Карла Эдуарда Липгарта
- 22.01.1829—20.07.1835 : Конрад Зигмунд фон Браш[нем.] (1779−1835)
- 28.09.1835—21.01.1846 : Карл Брюнинг[вд] (1782−1848)
- 21.01.1846—19.09.1846 : Александр фон Эттинген (1798–1846) (1798−1846)
- 13.01.1847—15.01.1862 : Карл Эдуард фон Липгарт (1808−1891)
- 15.01.1862—31.08.1882 : Александр Фёдорович Миддендорф (1815−1894)
- 31.08.1882—20.01.1900 : Эдуард фон Эттинген (1829−1919)
- 20.01.1900—16.06.1902 : Максимилиан фон Сиверс (1857−1919)
- 16.06.1902—21.01.1903 : Арвид Александр фон Эттинген (1857−1943)
- 21.01.1903—24.01.1906 : Адольф Пилар фон Пильхау
- 21.03.1906 — 1927 : Эрих фон Эттинген (1862−1928)
- 1927—1931 : Рольф фон Анреп
- 1931—1939 : Ричард фон Эттинген
- 1939 : Артур фон Цур-Милен